# Benjamin Cavet
Benjamin Cavet (Maidstone, Reino Unido, 1 de enero de 1994) es un deportista francés que compite en esquí acrobático, especialista en las pruebas de baches.
Ganó dos medallas de plata en el Campeonato Mundial de Esquí Acrobático, en los años 2017 y 2021.
Participó en tres Juegos Olímpicos de Invierno, entre los años 2014 y 2022, ocupando el octavo lugar en Sochi 2014.

## Medallero internacional
| Campeonato Mundial | Campeonato Mundial     | Campeonato Mundial | Campeonato Mundial |
| Año                | Lugar                  | Medalla            | Prueba             |
| ------------------ | ---------------------- | ------------------ | ------------------ |
| 2017               | Sierra Nevada (España) | Medalla de plata   | Baches             |
| 2021               | Almaty (Kazajistán)    | Medalla de plata   | Baches             |